# (3277) Aaronson
(3277) Aaronson – planetoida z pasa głównego asteroid okrążająca Słońce w ciągu 5 lat i 204 dni w średniej odległości 3,14 j.a. Została odkryta 8 stycznia 1984 roku w Lowell Observatory (Anderson Mesa Station) przez Edwarda Bowella. Nazwa planetoidy pochodzi od Marca Aaronsona (1950-1987), amerykańskiego astronoma. Przed nadaniem nazwy planetoida nosiła oznaczenie tymczasowe (3277) 1984 AF1.